# Sullivan County (Pennsylvania)
Sullivan County ist ein County im Bundesstaat Pennsylvania der Vereinigten Staaten. Bei der Volkszählung im Jahr 2020 hatte das County 5840 Einwohner und eine Bevölkerungsdichte von 6 Einwohnern pro Quadratkilometer. Der Verwaltungssitz (County Seat) ist Laporte.

## Geschichte
Das County wurde am 15. März 1847 gebildet und nach dem General und Politiker John Sullivan benannt.
Acht Bauwerke und Stätten des Countys sind im National Register of Historic Places (NRHP) eingetragen (Stand 24. Juli 2018).

## Geographie
Das County hat eine Fläche von 1172 Quadratkilometern, wovon sechs Quadratkilometer Wasserfläche sind.

## Bevölkerungsentwicklung

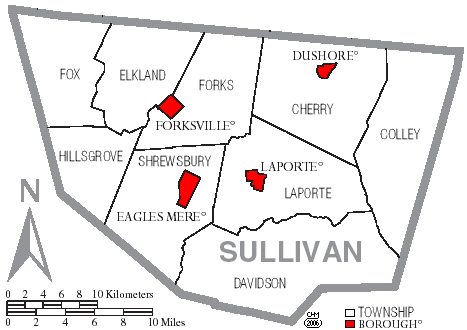
Karte des Sullivan Countys

## Städte und Ortschaften
| - Cherry Township - Colley Township - Davidson Township - Dushore - Eagles Mere - Elkland Township - Forks Township | - Forksville - Fox Township - Hillsgrove Township - Laporte Township - Laporte - Shrewsbury Township |